# Teresa Mantero
Teresa Mantero (Genova, 1920 – Genova, 20 ottobre 1994) è stata una filologa classica italiana.

## Biografia
Formatasi a Genova alla scuola di Quintino Cataudella e Francesco Della Corte, percorse la carriera scolastica e parallelamente quella universitaria, diventando professoressa ordinaria di letteratura latina all'Università di Genova, ove insegnò per anni anche Storia delle religioni. Dedicò i suoi interessi fondamentali agli autori romani interessati alla filosofia, approfondendo Apuleio e Lucrezio ma senza mai dimenticare i giovanili studi di greco, nel cui ambito resta importante la ricerca sull'Heroikós di Filostrato. Il volume su Amore e Psiche di Apuleio mette a frutto le tecniche di analisi della fiaba proposte da Vladimir Jakovlevič Propp.

## Pubblicazioni principali
- Amore e Psiche: struttura di una 'fiaba di magia', Genova, Istituto di Filologia Classica e Medievale 1973
- Apuleio filosofo neoplatonico, Genova, Bozzi 1979
- L'ansietà di Lucrezio e il problema dell'inculturazione dell'umanità nel De rerum natura, Genova, Tilgher 1975
- Ricerche sull'Heroikos di Filostrato, Genova, Istituto di filologia classica e medioevale, 1966